# علاءالدین خان
علاءالدین خان معروف به دگر جنرال علاءالدین خان زاده سال ۱۳۳۰ ولسوالی شیندند ولایت هرات یکی از معروف‌ترین فرماندهان جهادی افغانستان بود که سهم گسترده‌ای در فرماندهی شبه نظامیان مخالف حکومت کمونیستی داشت و سرانجام در سیزدهم ماه سرطان سال ۱۳۷۷ توسط یکی از محافظانش به قتل رسید.

## زندگی‌نامه
پس آغاز درگیری‌های پراکنده میان شبه نظامیان مخالف حکومت کمونیستی افغانستان موسوم به مجاهدین افغانستان و حکومت وقت کابل برخی از افسران حکومت به مردم و شبه نظامیان پیوستند، اوج پیوستن فرمانده هان در حوادث بیست و چهار حوت هرات اتفاق افتاد.
اسماعیل خان و علاءالدین خان از جمله افسرانی بودند که پس از پیروزی انقلاب اسلامی افغانستان شهرت یافتند.
دگروال علاءالدین خان فرزند الحاج امرالدین در سال ۱۳۳۰ در شیندند هرات زاده شد، در سال ۱۳۴۱ دوره ابتدایی مکتب را بپایان رسانید و شامل دانشکده تعلیمات نظامی کابل (حربی شوهنحی) شد و بالاخره در سال ۱۳۵۰ از دانشگاه تعلیمات نظامی فارغ گردید.

## پیوستن به مجاهدین
علاءالدین خان در سال ۱۳۵۳ بعنوان فرمانده تولی مخابره غند ۳۳ ارتش افغانستان مقرر شد.
پس از پیوستن تعدادی از افسران ارتش به مردم، علاءالدین خان نیز به جمع ناراضیان حکومت وقت پیوست و در سال ۱۳۵۸ بعد از تشکیل امارت عمومی حوزه جنوبغرب به رهبری اسماعیل خان وی بعنوان فرمانده غند  حمزه تعیین شد.
او در این مدت فرماندهی جنگهای متعددی در بادغیس، پشتون زرغون، اوبه و ولسوالی زنده‌جان به عهده داشت.
پس از شکست حکومت کمونیستی افغانستان او همچنان به عنوان معاون امارت عمومی حوزه جنوبغرب و فرمانده لشکر حمزه باقی‌ماند.

## علاءالدین خان و اسماعیل خان
پس از پیروزی مجاهدین افغانستان، علاءالدین خان همچنان فرمانده لشکر حمزه بود، سپس شایعاتی مبنی بر اختلافات جزئی میان او و اسماعیل خان مطرح شد، اما این اختلافات تا اینجا موجب پراکندگی نظامیان در هرات نشد و ترکیب فرماندهی اسماعیل خان و علاءالدین خان حاکمیت هرات در زمان حکومت مجاهدین را یکی از مقتدرترین حاکمیت‌های محلی در منطقه تبدیل کرد.
اما در بطن قضایا در آن زمان می‌شد تا اختلافات سلیقه‌ای میان اسماعیل خان و علاءالدین خان را درک کرد، اما هیچگاه جزئیات این اختلافات به بیرون درز نکرد و تا کنون نیز جزئیات کامل اختلافات این دو منتشر نشده‌است.

## پس از ظهور طالبان
پس از ظهور طالبان و شکست مجاهدین در جنوب، شرق و شمال افغانستان، حاکمیت به رهبری اسماعیل خان، پس از اینکه مناطقی از هرات تا نزدیکی قندهار را از طالبان باز پس گرفتند، ناگهان شروع به عقب‌نشینی کرد و این عقب‌نشینی تا سقوط هرات ادامه یافت.
برخی یکی از عوامل سقوط هرات را نیز اختلافات میان اسماعیل خان و چند فرمانده محلی دیگر از جمله علاءالدین خان می‌دانند و معتقدند که پیش روی اسماعیل خان به سمت قندهار و پیروزهای طالبان در جنوب و شرق و نزدیک شدن شان به کابل منجر به ایجاد حسادت میان مجاهدین در کابل شد و آنان با ارسال نماینده گانی به جبهات غرب و جنوبغرب باعث شدند تا اختلافات عمیق‌تر گردد و گسترده‌تر شدن این اختلافات منجر به سقوط هرات شد.
این نماینده به ریاست دکتر عبدالله عبدالله توسط احمد شاه مسعود به جبهات فرستاده شدند و اسماعیل خان را از فرماندهی مجاهدین در حوزه غرب عزل و سرپرستی ان را به عهده کمسیونی گذاشتند که در کابل ایجاد شده بود.
نیروهای مسلح ارتش افغانستان نیز به هرات آمدند تا از دستاوردهای مجاهدین دفاع کنند اما با عقب‌نشینی ناگهانی اسماعیل خان ولایات هرات، غور؛ بادغیس؛ فراه و نیمروز به یکبارگی به دست طالبان سقوط کردند.
اسماعیل خان خود به ایران رفت و علاءالدین خان نیز سپس به ایران گریخت.
سقوط هرات یکی بعدها موجب شکست حکومت مجاهدین در افغانستان شد.

## کشته شدن
مجاهدین هرات پس از سقوط این شهر و پناه گزینی در ایران مجدداً تلاش کردند تا جبهات تازه‌ای را برای باز پس‌گیری هرات بازگشایی کنند.
اسماعیل خان و علاءالدین خان هر دو جبهاتی را در مناطق مرزی ایران و افغانستان گشودند در سیزدهمین روز از ماه سرطان سال ۱۳۵۷ خبرهای از کشته شدن علاءالدین خان منتشر شد و روز بعد این خبر از سوی خبرگزاریها نیز تأیید شد.
مرگ علاءالدین خان یکی از مرموزترین حوادث بشمار می‌رفت تا اینکه بعدها علت این حادثه بنحوی افشا شد.
بنا به روایت‌هایی، علاءالدین خان شب هنگام، یکی از سرباز محافظ خودش را سرزنش یا حتی لت کوب کرده بود، این محافظ، زمانیکه علاءالدین خان در خواب بوده‌است را مورد گلوله باری قرار می‌دهد.
پنج محافظ دیگر علاءالدین خان نیز در این حادثه جان باختند.